# Janvier 1947
Cette page présente les faits marquants du mois de janvier 1947.

## Évènements
- Après l’échec d’une mission de conciliation du général Marshall, l’administration Truman renonce à sauver la République de Chine contre elle-même et cesse d'aider le Kuomintang dans sa lutte contre le Parti communiste chinois.
- Égypte : le gouvernement décide de transmettre la question du retrait britannique au Conseil de sécurité de l’ONU.
- Janvier - février (Hongrie) : action de la police politique hongroise, l’ÁVO, puis ÁVH. Elle exerce d’abord contre les criminels de guerre et les fascistes, puis contre tous les « ennemis intérieurs » et autres « suspects », désignés par la direction du Parti communiste. Elle dénonce « la conspiration de la communauté hongroise » : certains chefs du Parti des petits propriétaires sont accusés de conspiration et arrêtés par les communistes.

- 1er janvier : mise en place de la bizone en Allemagne. Entrée en vigueur de l’accord américano-britannique sur la fusion économique des deux zones d’occupation.

- 16 janvier :
  - France : élection de Vincent Auriol à la présidence de la IVe République jusqu'en 1954. Début de la IVe République en France en octobre 1946 (fin en 1958);
  - France : démission du président du conseil du troisième gouvernement Blum;
  - France : loi sur le nouveau statut des Charbonnages de France, réduisant le rôle des syndicats et des salariés;
  - France : entrée en vigueur du premier plan quinquennal, dit « de modernisation et d'équipement », dû à Jean Monnet. Il donne la priorité au développement de l’énergie et de la sidérurgie.

- 19 janvier : le « bloc démocratique polonais » obtient 90 % des voix aux élections législatives en République populaire de Pologne. Le Bloc est constitué par le parti socialiste, le parti communiste (Parti ouvrier unifié polonais) et le parti démocrate de Władysław Gomułka. Décidé à introduire un régime socialiste, Gomulka tient à conserver au gouvernement polonais toute sa liberté d’action. Il résiste aux injonctions staliniennes.

- 22 janvier, France : début du premier gouvernement Ramadier président du Conseil jusqu'au 21 octobre 1947, élargi aux radicaux, aux indépendants et à l’UDSR.

- 25 janvier (Népal) : fondation du Parti du Congrès népalais (PCN). Après l’indépendance de l’Inde, le gouvernement héréditaire des Rânâ est l’objet d’une contestation croissante. Le roi Tribhuvana Bir Bikram, favorable à une démocratisation du régime, approuve la création du parti.

- 27 janvier (Birmanie) : accord avec le Royaume-Uni pour l'indépendance.

## Naissances
- 1er janvier : Vladimir G. Titov, cosmonaute russe.
- 5 janvier : 
  - Virginie Vignon, actrice française.
  - Royal Galipeau, homme politique.
- 6 janvier : Andréa Ferréol, actrice française.
- 7 janvier : Sergio Custodio, professeur, écrivain et humaniste guatémaltèque († 24 juillet 2020).
- 8 janvier : 
  - David Bowie, chanteur, compositeur et acteur britannique († 10 janvier 2016).
  - Samuel Schmid, homme politique et conseiller fédéral suisse.
- 10 janvier :
  - François Le Diascorn, photographe français.
  - Christian Lesur, matador français.
- 13 janvier : Abelardo Espejo Tramblin, sculpteur international espagnol résident en France.
- 14 janvier : Beverly Perdue, femme politique américaine.
- 15 janvier : Larbi Nasra, homme d'affaires tunisien († 8 août 2024).
- 16 janvier : Juliet Berto, metteur en scène de théâtre et réalisatrice de cinéma française.
- 18 janvier : Takeshi Kitano, acteur et réalisateur japonais.
- 19 janvier : Leszek Balcerowicz, homme politique et économiste polonais.
- 20 janvier : Cyrille Guimard, coureur cycliste et directeur sportif français.
- 21 janvier : Michel Jonasz, auteur - compositeur, chanteur et acteur français.
- 22 janvier : Afeni Shakur, membre du Black Panther Party, et mère du défunt rappeur Tupac Shakur († 2 mai 2016).
  - Gérard Chambre, acteur, chanteur et metteur en scène français.
- 23 janvier : 
  - Megawati Sukarnoputri femme politique, ancienne présidente d'Indonésie, fille de Soekarno.
  - Clayton Manness, chef du Parti progressiste-conservateur du Manitoba.
- 24 janvier : Jean-Pierre Thorn, réalisateur français († 5 juillet 2025).
- 26 janvier :
  - Patrick Dewaere, acteur français († 16 juillet 1982).
  - Michel Sardou, chanteur français.
- 27 janvier :
  - Björn Afzelius, chanteur-compositeur et guitariste suédois († 16 février 1999).
  - Branislav Pokrajac, joueur puis entraîneur de handball yougoslave puis serbe († 5 avril 2018).
- 30 janvier : Masaki Kashiwara, mathématicien japonais.
- 31 janvier : Bernard Guignedoux, footballeur français et premier buteur de l'histoire du Paris SG († 1er janvier 2021).

## Décès
- 6 janvier : Ferdinand Puyau, écrivain et avocat français (° 3 novembre 1857)

- 7 janvier : 
  - John Alexander Mathieson, premier ministre de l'Île-du-Prince-Édouard.
  - « El Algabeño » (José García Rodríguez), 71 ans, matador espagnol (° 21 septembre 1875).
- 15 janvier: Elizabeth Short
- 19 janvier : Bombita (Emilio Torres Reina), 73 ans, matador espagnol (° 28 novembre 1874).
- 23 janvier : Pierre Bonnard, 80 ans, peintre français (° 1867).
- 25 janvier : Al Capone, 48 ans, gangster italo-américain (° 1899).